# 門司健次郎
門司 健次郎（もんじ　けんじろう、1952年（昭和27年）9月22日 - 、72歳）は日本の外交官。外務省広報文化交流部長を経て、駐カナダ特命全権大使（在加大使館）。

## 人物
福岡県北九州市生まれ。

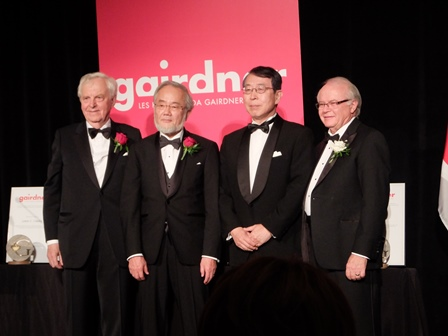
2015年（平成27年）10月29日、ガードナー国際賞授賞式にてガードナー財団理事長ジョン・ダークス（左端）、東京工業大学栄誉教授大隅良典（左から2人目）、ガードナー財団議長ローン・ティレル（右端）と

1975年（昭和50年）東京大学法学部を卒業し、外務省入省。フランス語研修（フランス留学）。在外では在オーストラリア日本大使館、在ベルギー日本大使館、在イギリス日本大使館、欧州連合日本政府代表部などに勤務。本省では条約局国際協定課長、総合外交政策局安全保障政策課長、2003年（平成15年）より外務省条約局審議官。防衛庁防衛参事官（国際担当）を経て、2007年（平成19年）3月から駐イラク特命全権大使。2008年（平成20年）7月より外務省大臣官房広報文化交流部長、2010年（平成22年）8月から駐カタール特命全権大使。2013年（平成25年）9月からユネスコ日本政府代表部特命全権大使。2015年（平成27年）2月17日駐カナダ特命全権大使兼国際民間航空機関日本政府代表部特命全権大使。2018年（平成30年）3月1日カタール・ブリッヂジャパン顧問。
日本酒を広める活動をしており、1996年（平成8年）から日本酒輸出協会顧問、2008年（平成20年）日本酒造青年協議会第3回「酒サムライ」叙任。
息子の門司健吾は週刊少年ジャンプの編集者。

## 同期
- 河相周夫（12年外務事務次官・10年内閣官房副長官補）
- 別所浩郎（12年駐韓大使・10年外務審議官）
- 奥田紀宏（13年駐カナダ大使・10年駐エジプト大使・08年国連次席大使）
- 谷崎泰明（13年外務省研修所長・10年駐ベトナム大使）
- 持田繁（10年国連事務総長副特別代表）
- 三輪昭（14年関西担当大使・10年駐ブラジル大使・08年駐ポルトガル大使）
- 鈴木庸一（13年駐フランス大使・10年駐シンガポール大使）
- 渥美千尋（11年駐アイルランド大使・08年駐パキスタン大使）
- 山口寿男（07年駐ノルウェー大使・06年駐イラク大使）
- 岸野博之（13年駐ラオス大使・10年駐エチオピア大使）
- 水城幾雄（10年駐パナマ大使）
- 江川明夫（13年駐スロバキア大使・10年駐ザンビア大使）
- 竹内春久（13年駐シンガポール大使・11年駐沖縄担当大使・08年駐イスラエル大使）
- 西林万寿夫（13年駐ギリシャ大使・10年兼北極担当大使・12年文化交流担当大使・09年駐キューバ大使）
- 篠塚保（12年国際テロ対策・組織犯罪対策協力担当兼サイバー政策担当大使・09年駐バングラデシュ大使）
- 蒲原正義（13年駐カザフスタン大使・12年査察担当大使・9年駐グルジア大使）
- 森元誠二（13年駐スウェーデン大使・08年駐オマーン大使）
- 小林祐武（98年外務省経済局総務参事官室課長補佐）
- 椿秀洋（12年駐ボリビア大使）
- 庄司隆一（11年駐ナイジェリア大使）
- 清水武則（11年駐モンゴル大使）
- 隈丸優次（13年駐カンボジア大使）
- 藤田順三（13年駐ウガンダ大使）
- 丸尾眞（12年科学技術協力担当大使・10年駐キルギス大使）
- 名井良三（13年駐アンゴラ大使）
- 福田米蔵（11年駐ジンバブエ大使）
- 大部一秋（13年駐ウルグアイ大使）

## 著作
- 「イラク情勢--大使のみたままに」中東研究. 2008・09(2) (通号 501) [2008.10]
- 「オールジャパンで売り込む「日本」 (特集 魅力ある日本の発信をめざして 日本を売り込む!) 」外交フォーラム. 22(7) (通号 252) [2009.7]
- 「日本酒は「世界酒」になり得るか」日本醸造協会誌. 104(11) [2009.11]